# 플래퍼론
플래퍼론(Flaperon)은 조정면의 일종으로 플랩과 보조익을 합친 것이다. 그리고 보조익처럼 항공기의 롤 또는 뱅크를 조정한다. 양쪽 플래퍼론을 동시에 플랩이 했던 기능처럼 낮게 동작할 수 있다.

## 같이 보기
- 보조 날개